# Soběšice

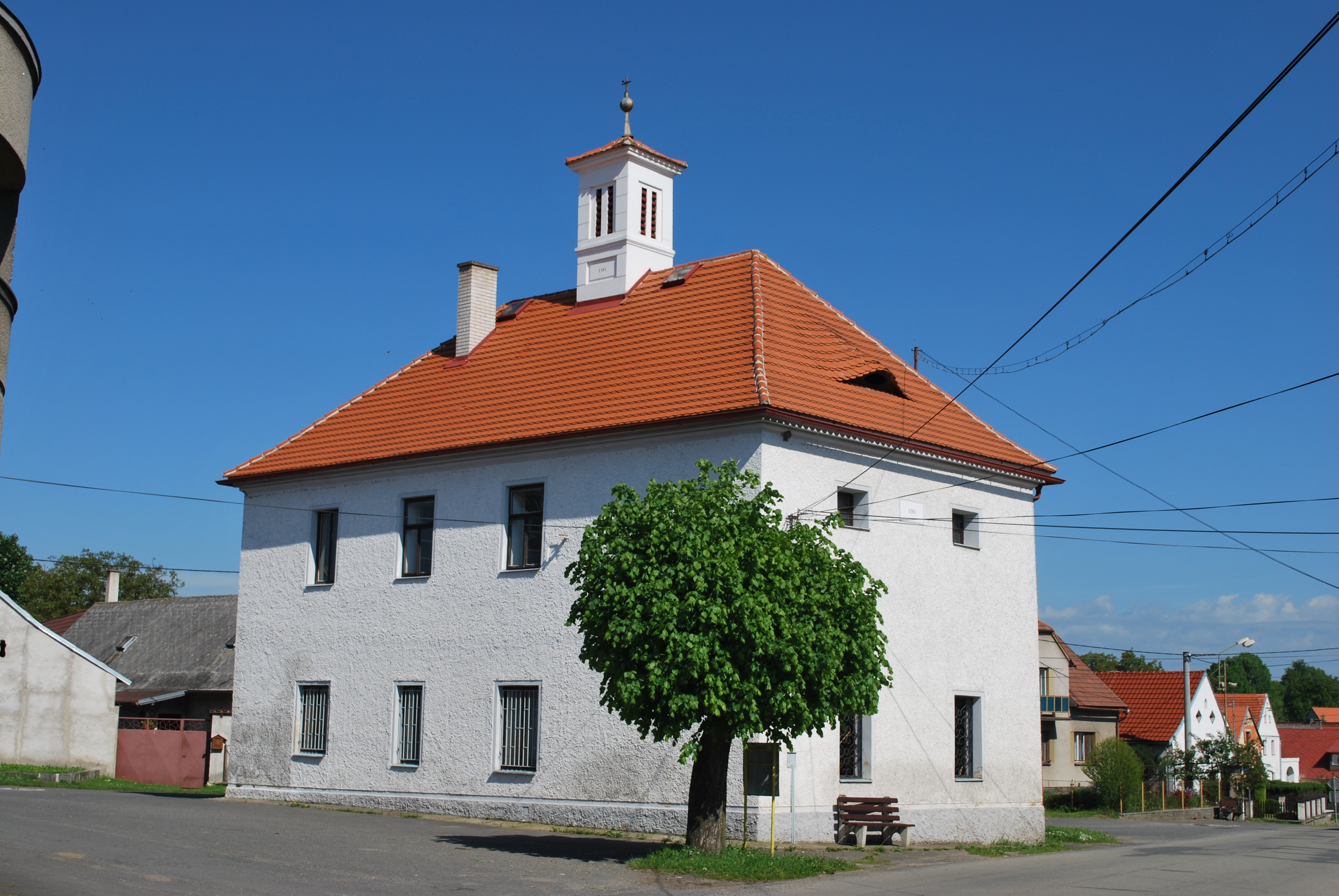
Alte Schule in Soběšice

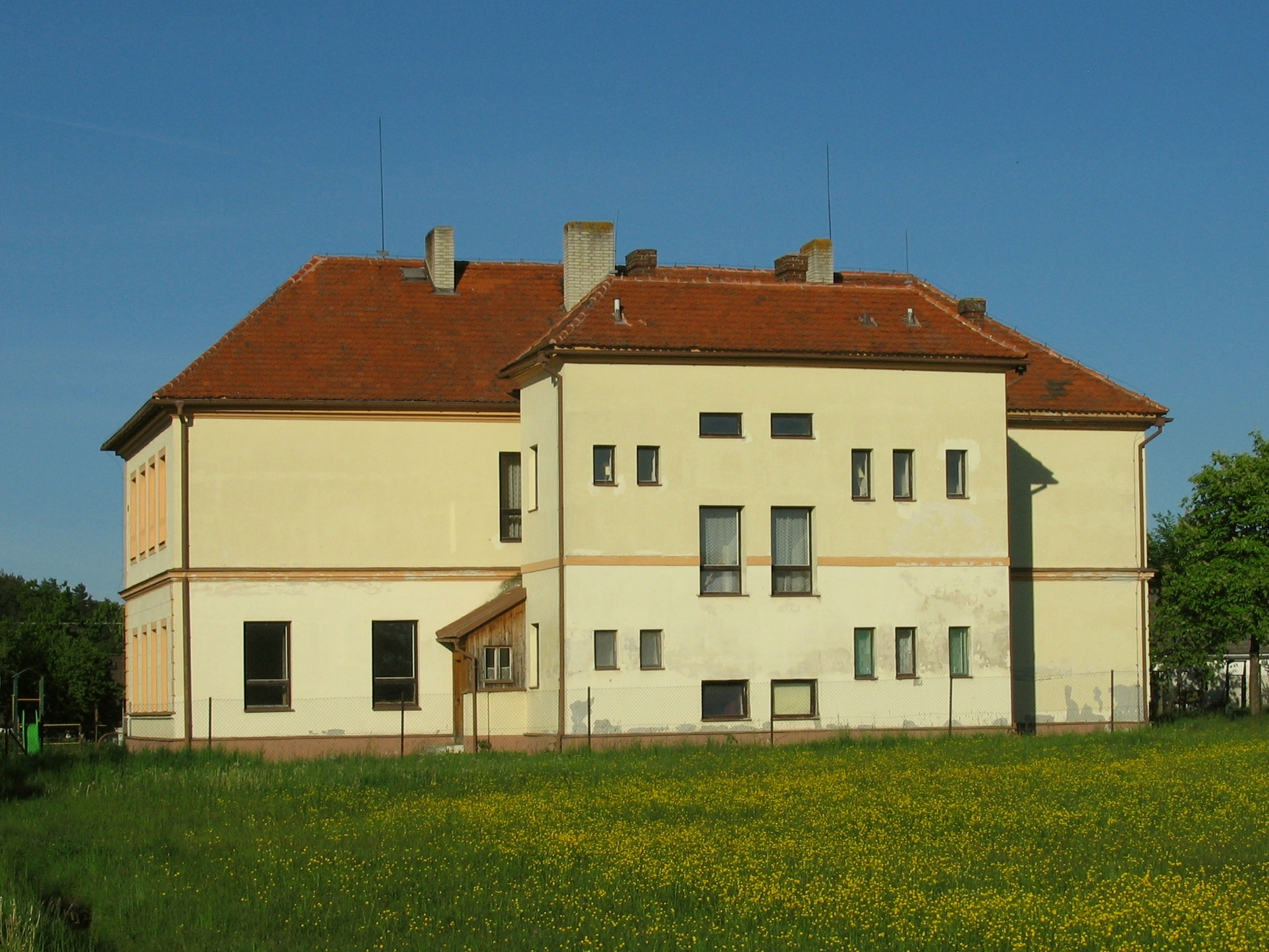
Schule in Soběšice

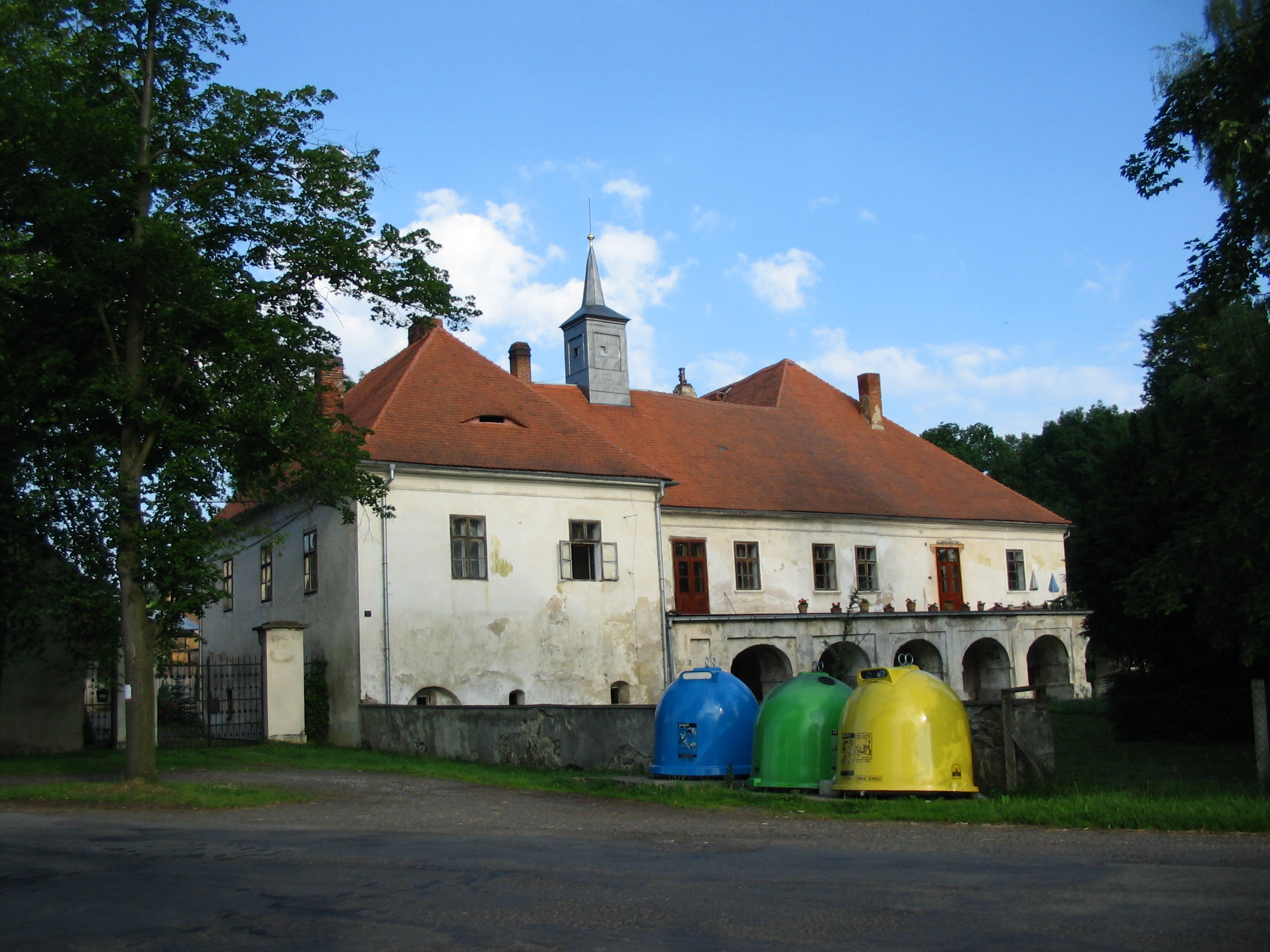
Schloss Mačice

Soběšice (deutsch Sobieschitz) ist eine Gemeinde in Tschechien. Sie liegt 18 Kilometer südwestlich von Strakonice und gehört zum Okres Klatovy.

## Geographie
Soběšice befindet sich auf einer Anhöhe zwischen den Tälern der Bäche Novosedelský potok und Mačický potok in den Šumavské podhůří (Böhmerwaldvorland). Im Ort entspringt der Soběšický potok, ein Zufluss des Novosedelský potok. Nordöstlich erheben sich der Vojíkov (673 m) und der Na Mštětíně (714 m), im Osten die Hořice (685 m), der Na Řásnovce (663 m) und der Bloudím (685 m), südlich der Na pláních (736 m), im Westen der Damíč (710 m) sowie nordwestlich der Bitovín bzw. Stráž (694 m). Durch Soběšice führt die Staatsstraße II/172 zwischen Katovice und Strašín.
Nachbarorte sind Mačice, Damětice und Frymburk im Norden, Vojnice und Škůdra im Nordosten, Předměstí, Zvotoky und Strašice im Osten, U Rejšků, Pánské Mlýny, Na Bláních und Víska im Südosten, Lhota pod Kůstrým, U Matějů, U Poulů, Parýzek, Maleč und V Aleji im Süden, Hrbeček, Na Buku, Nahořánky, Obnoží, Damíčské Chalupy und V Chaloupkách im Südwesten, Na Cihelně, Damíč, Rozsedly und Podskalí im Westen sowie Žihobce und Bukovník im Nordwesten.

## Geschichte
Die erste schriftliche Erwähnung des Ortes erfolgte im Jahre 1378 im Zuge eines Streits um die Besetzung der Pfarrstelle in Bukovník, bei dem Bohuslav und Vojtěch von Soběšice als Zeugen auftraten. Vermutlich handelt es sich dabei um Bewohner des Ortes und der Zusatz „von Soběšice“ diente lediglich als Herkunftsbezeichnung. Nachdem am 26. März 1381 der Heimfall über die Güter des ohne Nachkommen verstorbenen früheren Grundherren Karl von Zietossow (Karel z Jetišova) proklamiert worden war, machte Hermann von Radkovice vor dem königlichen Gericht Schüttenhofen seine Ansprüche auf den Hof Sobyezicz geltend, den er ein Jahr zuvor von Zietossow gekauft hatte. Später wurde das Gut in mehrere Anteile aufgeteilt.
In der berní rula von 1654 sind für Sobieticze 25 Bauernstellen, fünf Chalupner und 16 Gärtner ausgewiesen. Davon waren 15 Bauern, vier Chalupner und 16 Gärtner der Herrschaft Schichowitz; fünf Bauernwirtschaften, von denen zwei wüst lagen, sowie ein Chalupner der Johanniterkommende Strakonitz; drei Bauern dem Johanniterhof in Zimitz sowie zwei Bauern dem Gut Bílenice untertänig.
Später entstand auf dem Schichowitzer Anteil ein Meierhof mit Schäferei. 1825 wurde in Sobieschitz eine Lokalbeschälstation eingerichtet.
Im Jahre 1838 bestand Sobieschitz, auch Sobietschitz bzw. Soběčice aus 95 Häusern mit 660 Einwohnern, darunter einer jüdischen Familie. 83 Häuser des Dorfes gehörten zum Gut Schichowitz, neun Häuser zur Herrschaft Strakonitz und drei Häuser zum Gut Matschitz. Nach Sobieschitz konskribiert waren die aus zwei Rustikalmühlen bestehende Einschicht Matiegowitz (U Matějů), die Einschicht Pawlowitz (U Poulů) mit vier Dominikalhäusern sowie die Einschicht Ender (Panské Mlýny) mit einer Dominikalmühle und fünf Chaluppen. In Sobieschitz gab es einen obrigkeitlichen Meierhof mit Schäferei sowie die k.k. Lokalbeschälstation. Die Bewohner lebten von der Landwirtschaft. Pfarrort war Bukownik. Bis zur Mitte des 19. Jahrhunderts blieb Sobieschitz größtenteils der Fideikommissherrschaft Schichowitz samt den Gütern Raby, Budietitz, Žihobetz und Stradal untertänig.
Nach der Aufhebung der Patrimonialherrschaften bildete Soběšice / Sobieschitz ab 1850 mit dem Ortsteil Damíč eine Gemeinde im Gerichtsbezirk Schüttenhofen. Die Gemeinde besaß zu dieser Zeit 403 ha 93 a Weideland. Seit 1854 gab es mehrere Anstalten, das ausgedehnte kommunale Weideland aufzuteilen, die jedoch zu keiner Einigung führten. Ab 1868 gehörte die Gemeinde zum Bezirk Schüttenhofen. Zwischen 1889 und 1892 wurde eine Landeskommission nach Soběšice abgesandt, um den Streit über die Aufteilung des Gemeindelandes beizulegen. Gegen die daraufhin vollzogene gerichtliche Teilung des Gemeindelandes leisteten einige Einwohner Widerstand, fünf Personen wurden schließlich vom Gericht in Písek zu Haftstrafen zwischen acht Tagen und sechs Wochen verurteilt. 1894 wurde die Aufteilung des Gemeindelandes rechtskräftig vollzogen, die Streitigkeiten darüber gingen jedoch weiter. Im Kommunaleigentum verblieben die 75 ha 92 m² Wald. Damíč löste sich 1890 los und bildete eine eigene Gemeinde. Die alte Linde vor dem Meierhof wurde 1906 gefällt. Beim Zensus von 1910 hatte Soběšice 990 Einwohner. Neben der Landwirtschaft bildete zu dieser Zeit auch die Tuchweberei eine Erwerbsquelle. 1911 erfolgte der Bau einer neuen Schule. Im Jahre 1926 gab es in Soběšice zahlreiche Maurer, Zimmerleute und Stellmacher sowie vier Gasthäuser, drei Läden, drei Mahlmühlen, zwei Sägemühlen, eine Konsumfiliale, drei Schuster, zwei Schmiede, zwei Schneider, zwei Weber, zwei Höker, einen Metzger und einen Eierhändler. In Parýzek bestand eine Zementwarenfabrik und in Soběšice an der Straße zur neuen Schule eine Ziegelei. In Heimarbeit wurden Kiepen, Körbe, Brotkörbe, Holzschuhe, Sensenstiele und Rechen hergestellt. Die Maurer und Bauarbeiter arbeiteten größtenteils in Pilsen. Der 1937 vorgeschlagene Anschluss von Soběšice an die Stromversorgung scheiterte ebenso wie der Bau einer kommunalen Wasserversorgung und einer Kanalisation an der Uneinigkeit im Gemeinderat. Erst 1949 erfolgte der Anschluss der Gemeinde an das Elektrizitätsnetz. Im Zuge der Aufhebung des Okres Sušice wurde Soběšice 1960 dem Okres Klatovy zugeordnet. Am 26. November 1971 wurde Damíč eingemeindet, zu Beginn des Jahres 1980 kam noch Bukovník (mit Mačice) hinzu. Am Standort des abgebrochenen Gasthauses „U Motlů“ wurde 1973 ein Kulturhaus mit Saal und Gaststätte errichtet. Im Jahr darauf entstand das örtliche Wasserwerk. Seit dem 1. Januar 1993 bildet Bukovník wieder eine eigene Gemeinde. Soběšice führt seit 2013 ein Wappen und Banner.

## Gemeindegliederung
Die Gemeinde Soběšice besteht aus den Ortsteilen Damíč (Damitsch), Mačice (Matschitz) und Soběšice (Sobieschitz). Grundsiedlungseinheiten sind Damíč, Mačice, Páleniny, Soběšice und V Chaloupkách (Chalupy). Zu Soběšice gehören außerdem die Einschichten Damíčské Chalupy, Na Cihelně, Panské Mlýny, Parýzek, U Matějů (Matiegowitz) und U Poulů (Pawlowitz).
Das Gemeindegebiet gliedert sich in die Katastralbezirke Damíč, Mačice und Soběšice u Sušice.

## Sehenswürdigkeiten
- Alte Schule am Dorfplatz von Soběšice, sie dient heute als Kapelle
- Giebelhäuser im Bauernbarockstil in Soběšice
- Gedenkstein für die Gefallenen des Ersten Weltkrieges in Soběšice
- Hořice, der Hausberg von Soběšice erhebt sich östlich über dem Dorf. Der Berg war bis in die 1930er Jahre kahl, auf dem Gipfel befand sich ein hölzerner Aussichtsaltan. Danach erfolgte die Bewaldung der Hořice.
- Schloss Mačice
- Kapelle in Mačice
- Stausee Mačice
- Naturreservat  Na Volešku, südwestlich von Soběšice am Oberlauf des Novosedelský potok